# Castell Tatebayashi
El castell Tatebayashi (館林城 Tatebayashi-jō) està ubicat Tatebayashi, a la prefectura Gunma, al sud del Japó. A finals del període Edo fou la llar del clan Akimoto i del daimyō del domini Tatebayashi, però al llarg de la història ha estat governat per gran quantitat de clans diferents. També se’l coneix com a "Obiki-jō" (尾曳城).

## Història
Durant el període Muromachi, l'àrea dels voltants del castell fou controlada pel clan Akai, si bé els registres d'aquest període són poc fiables. Segons la llegenda, Akai Terumitsu salvà una jove guineu d'uns nins entremaliats i, més tard, una inari se li aparegué i li recomanà una localització per al seu castell, dibuixant el dsseny de la fortificació al terra amb la seva cúa.
El nom del castell Tatebayashi apareix per primer cop, de manera fiable, en 1471, quan el clan Uesugi ordenà atacar-lo. El territori fou disputat en el període Sengoku entre els clans Uesugi, Takeda i el clan Hōjō tardà (aquests darrers a través dels seus vassalls, el clan Nagao). Fou capturat per Ishida Mitsunari en la batalla d'Odawara sense entrar en combat.
Després que Tokugawa Ieyasu prengués el control de la regió de Kantō en 1590, hi assignà Sakakibara Yasumasa, un dels seus Quatre Generals, com a daimyō de Tatebayashi, amb una assignació de 100.000 koku. Yasumasa reconstruí completament el castell i la ciutat que l'envoltava, i excavà canals i irrigacions per a protegir la nova ciutat de les inundacions. L'àrea era important a nivell estratègic, ja que assegurava el control del riu Tone i, amb ell, l'abastiment d'aigua a la ciutat d'Edo. Per aquest motiu, després que el clan Sakakibara fos reassignat a altres territoris, anys més tard, el castell es mantingué sota el control dels vassalls de major confiança de Tokugawa, o bé dels seus parents, incloent en una ocasió el germà menor del Shōgun Tokugawa Ietsuna, el futur shōgun Tokugawa Tsunayoshi.
Tanmateix, després de la mort del fill de Tsunayoshi, Tokumatsu, en 1683, el donjon del castell fou abandonat i acabà en ruïnes. En 1707 el net del shōgun Tokugawa Iemitsu, Matsudaira Kiyotake, es convertí en daimyo i construí una yagura de dues plantes prop de la base de l'antic donjon per a servir com a símbol del castell, tot i que no reconstruí el donjon en sí.
En 1874, després de la restauració Meiji, el foc destruí la major part de les estructures que encara es conservaven. La major part dels terrenys foren venuts i els canals s'ompliren de terra. L'ajuntament de la ciutat de Tatebayashi es troba en el lloc on temps enrere s'erigí el castell. Tot el que queda avui dia de la fortalesa són algunes parets de fusta i una de les portes de la murada.